# Allotinus paetus
Allotinus paetus är en fjärilsart som beskrevs av De Nicéville 1895. Allotinus paetus ingår i släktet Allotinus och familjen juvelvingar. Inga underarter finns listade i Catalogue of Life.